# Rue des Barres
Rue des Barres je ulice v Paříži v historické čtvrti Marais. Nachází se ve 4. obvodu.

## Poloha
Ulice vede od křižovatky s Rue de l'Hôtel-de-Ville a končí na křižovatce s Rue François-Miron. Mezi domy č. 12 a 14 v jižní částí se ulice skládá ze schodů.

## Historie
Ulice získala svůj název podle pomístního jména „Barres“ zmíněného již roku 1152. Toto pojmenování mohlo vzniknout buď podle brány (barrière) v prvních pařížských hradbách nebo podle bariér nacházejících se podél Seiny. V roce 1250 se ulice nazývala Ruelle aux Moulins-des-Barres podle mlýnů, které se zde nacházely na Seině. V roce 1293 se nazývala Ruelle des Moulins-du-Temple, protože mlýny tehdy patřily templářům. Ulice je zmíněna v Le Dit des rues de Paris pod názvem Rue Saint-Jehan-De-Grève. V roce 1362 se nazývala Rue-qui-va-de-la-Seine-à-la-porte-Baudet (ulice jdoucí od Seiny k bráně Baudet). V 1386 se nazývala Rue du Chevet-Saint-Gervais a někdy Rue des Barres. V 16. století se ulice od Rue de la Mortellerie k Seině nazývala Rue Malivaux. Tento název pocházel od mlýnů umístěných na řece naproti ulici. Na plánu města Paříže z roku 1550 je uvedena pod názvem Rue des Bares. V 17. století se nazývala Rue des Barres nebo Rue des Barrés. V 19. století ulice měřila 156 metrů, začínala na Quai de la Grève a Rue du Pont-Louis-Philippe a končila na Place Baudoyer a Rue Saint-Antoine.

## Zajímavé objekty
- dům č. 2 na rohu s Rue de l'Hôtel-de-Ville: budova z 19. století se zachovalou výkladní skříní původního pekařství
- domy č. 2–10: na jejich místě se nacházel hôtel des Barres vystavený kolem roku 1250. Na konci 14. století zde žil Louis de Boisredon, milenec královny Isabely Bavorské. Karel VI. ho nechal v roce 1417 zatknout, zašít do pytle a vhodit do Seiny. Posléze ho získali do majetku páni ze Charny, po kterých se palác nazýval hôtel de Charny. V 18. století se zde nacházely kanceláře. Palác byl zbořen a vznikl průchod k Rue du Pont-Louis-Philippe.
- dům č. 11: kostel Saint-Gervais-Saint-Protais
- dům č. 12: na jeho místě se nacházel dům jeptišek z kláštera Maubuisson postavený kolem roku 1540. V roce 1664 se zde usídlila kongregace Filles de la Croix. Za Francouzské revoluce byl klášter zrušen a v roce 1795 prodán jako národní majetek.
- dům č. 17: postaven v 18. století, architekt Jacques Gabriel (1667–1742)
- domy č. 18–24: Square Couperin